# Japanskt prydnadskörsbär
Japanskt prydnadskörsbär (Prunus serrulata) är ett träd i plommonsläktet i familjen rosväxter. Artepitet serrulata kommer från latin och betyder "fint sågat". Det syftar på bladens kanter som påminner om små sågblad.
När trädet blommar firas högtiden Hanami i Japan – se vidare artikeln sakura.

## Utbredningsområde
Arten förekommer naturligt i Japan, på Koreahalvön samt i de kinesiska provinserna Anhui, Guizhou, Hebei, Heilongjiang, Henan, Hunan, Jiangsu, Jiangxi, Liaoning, Shaanxi, Shandong, Shanxi och Zhejiang. Arten odlas också som kulturväxt i snart sagt alla områden med tempererat klimat.

## Externa länkar

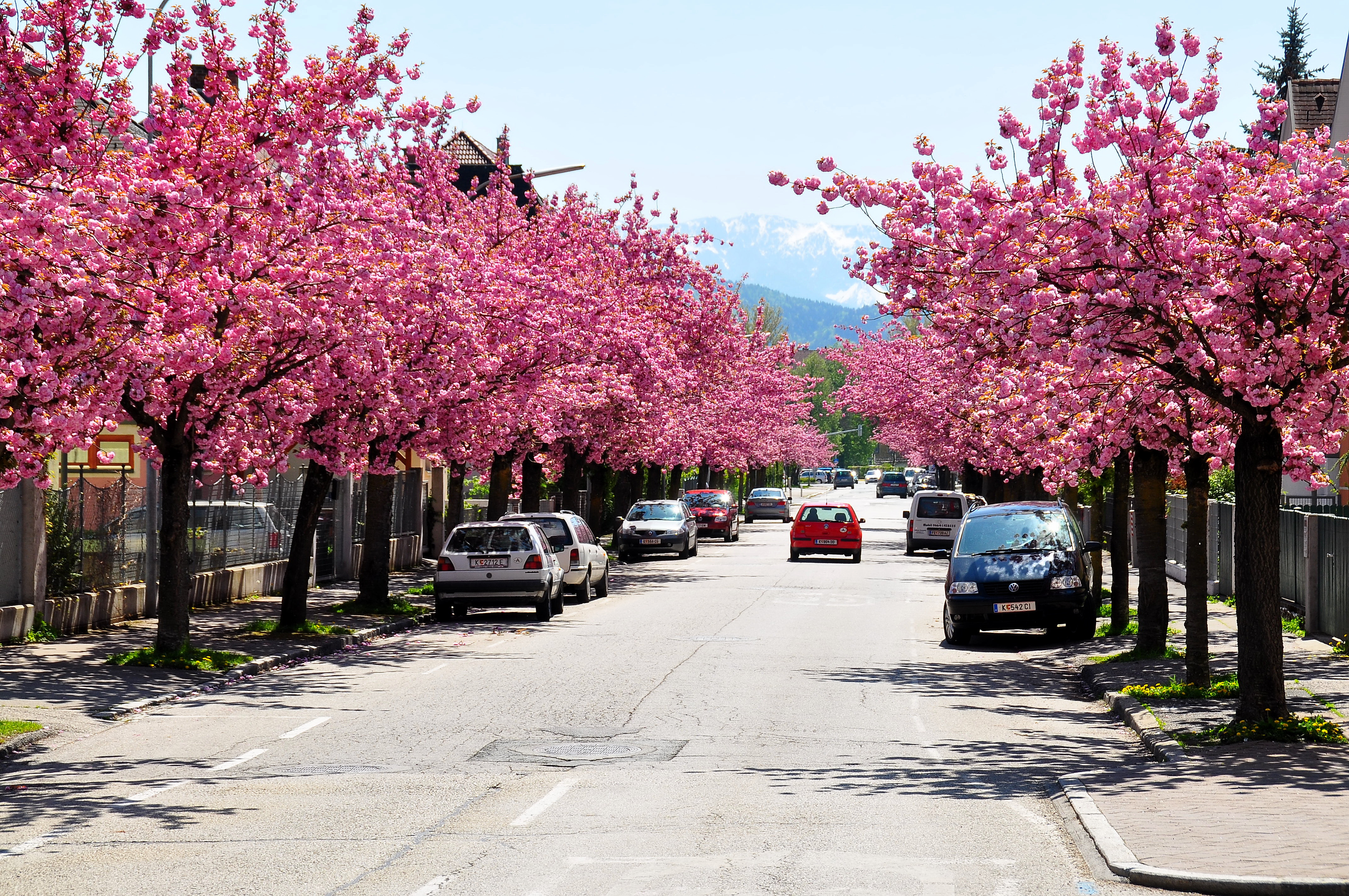
Japanska prydnadskörsbär med rosa-röda blommor kantar en gata i staden Klagenfurt am Wörthersee i Österrike.

## Utseende och blomning
Trädet blir 3 till 8 m högt. Blomningen varar bara några dagar mellan april och maj (sällan redan i mars) beroende på utbredningsområde. Blommorna är vita, rosa eller ibland ganska kraftigt röda. De klotrunda stenfrukterna har en diameter av 8 till 10 mm och en mörk purpur till svart färg.